# La noche más larga (serie de televisión)
La noche más larga (anteriormente titulada Baruca) es una serie española de thriller original de Netflix protagonizada por Luis Callejo y Alberto Ammann. Se estrenó en la plataforma el 8 de julio de 2022.

## Sinopsis
Es el día de Nochebuena, 24 de diciembre, en la Prisión Psiquiátrica Monte Baruca y empieza a oscurecer mientras un grupo de hombres armados rodean el complejo y cortan las comunicaciones con el exterior. El objetivo de estos hombres es capturar a Simón Lago (Luis Callejo), un peligroso asesino en serie. Si los guardias lo entregan, el asalto acabará en cuestión de minutos, pero Hugo (Alberto Ammann), el director de la prisión, se niega a obedecer y se prepara para resistir el ataque. Su única ayuda serán unos pocos funcionarios bajo su mando y los propios internos psiquiátricos. A partir de entonces, comienza una larga noche de asedio y violencia para Hugo y su gente que, sin saberlo, se han convertido en el último obstáculo de una conspiración liderada por un grupo de hombres muy poderosos.

## Reparto
- Luis Callejo como Simón Lago
- Alberto Ammann como Hugo Roca
- Bárbara Goenaga como Elisa Montero
- José Luis García Pérez como Lennon
- Roberto Álamo como Ruso
- Daniel Albaladejo como Cherokee
- José Alias como Carmelo
- Huichi Chiu como Emma
- César Mateo como Willy
- Jean Cruz como Diego
- Sabela Arán como Macarena Montes
- Cecilia Freire como Manuela Muñoz
- Laia Manzanares como Sara Oliver
- Lucía Díez como Nuria
- David Solans como Javi
- Pablo Alamá como Rey
- Xabier Deive como Bastos
- Javier Bódalo como Jeringa
- Elisa Matilla como Rosa
- Ángel Pardo como Andrés
- Alejandro Tous
- Simón Ramos como Pincho

## Capítulos
| N.º | Título       | Dirigido por       | Escrito por                 | Fecha de lanzamiento original |
| --- | ------------ | ------------------ | --------------------------- | ----------------------------- |
| 1   | «Episodio 1» | Óscar Pedraza      | Xosé Morais y Víctor Sierra | 8 de julio de 2022            |
| 2   | «Episodio 2» | Óscar Pedraza      | Xosé Morais y Víctor Sierra | 8 de julio de 2022            |
| 3   | «Episodio 3» | Moisés Ramos Paíno | Xosé Morais y Víctor Sierra | 8 de julio de 2022            |
| 4   | «Episodio 4» | Moisés Ramos Paíno | Xosé Morais y Víctor Sierra | 8 de julio de 2022            |
| 5   | «Episodio 5» | Óscar Pedraza      | Xosé Morais y Víctor Sierra | 8 de julio de 2022            |
| 6   | «Episodio 6» | Óscar Pedraza      | Xosé Morais y Víctor Sierra | 8 de julio de 2022            |

## Producción
En abril de 2021, Netflix España anunció sus nuevos proyectos de cara a la nueva temporada, anunciando Baruca entre otros títulos y a Luis Callejo y Alberto Ammann como protagonistas de esta. En julio del mismo año, se anunció el comienzo del rodaje de la serie en distintas localizaciones de Madrid y Aranjuez. En octubre de 2021 se anunció que el título oficial de la serie cambiaba a La noche más larga.

## Lanzamiento
El 30 de mayo de 2022, Netflix sacó un teaser de la serie y anunció que se estrenaría el 8 de julio de 2022.